# ديفيد بريتون
ديفيد بريتون (بالإنجليزية: David Britton)‏ هو فنان قصص مصورة بريطاني، ولد في القرن العشرين.